# Temporada 2002-2003 del FC Barcelona (femení)
La temporada 2002-03 és la 15a en la història del Futbol Club Barcelona, i la 2a temporada del club en la segona categoria del futbol espanyol.

## Desenvolupament de la temporada
Les jugadores queden primeres classificades a Primera Nacional (Grup 3) i cauen a la fase d'ascens a (Grup 1) per tornar la temporada següent a la Superlliga.
El 2 de juliol de 2002 el FC Barcelona Femení passa a ser secció oficial del club.
L'equip va passar a jugar els partits al camp annex 3 del Miniestadi.

## Jugadores i cos tècnic

### Plantilla
La plantilla i el cos tècnic del primer equip per a l'actual temporada (manca informació) són els següents:
| N. | Pos. | Nac. | Jugador             |
| -- | ---- | --- | ------------------- |
| —  | POR  | [[Fitxer:Flag of Catalonia.svg\|23x15px\|border \|alt=Catalunya\|link=Selecció de futbol de Catalunya\|{{#if:\|]]                        | Alba Montserrat     |
| —  | POR  | [[Fitxer:Flag of Catalonia.svg\|23x15px\|border \|alt=Catalunya\|link=Selecció de futbol de Catalunya\|{{#if:\|]]                        | Marina Marimon      |
| —  | DEF  | [[Fitxer:Flag of Catalonia.svg\|23x15px\|border \|alt=Catalunya\|link=Selecció de futbol de Catalunya\|{{#if:\|]]                        | Ana María Escribano |
| —  | DEF  | [[Fitxer:Flag of Catalonia.svg\|23x15px\|border \|alt=Catalunya\|link=Selecció de futbol de Catalunya\|{{#if:\|]]                        | Sheila Sanchón      |
| —  | DEF  | [[Fitxer:Flag of Catalonia.svg\|23x15px\|border \|alt=Catalunya\|link=Selecció de futbol de Catalunya\|{{#if:\|]]                        | Marisa Quiles       |
| —  | DEF  | [[Fitxer:Flag of Catalonia.svg\|23x15px\|border \|alt=Catalunya\|link=Selecció de futbol de Catalunya\|{{#if:\|]]                        | Verónica Navarro    |
| —  | MIG  | [[Fitxer:Flag of the Balearic Islands.svg\|23x15px\|border \|alt=Illes Balears\|link=Selecció de futbol de les Illes Balears\|{{#if:\|]] | Margalida Mas       |

| N. | Pos. | Nac. | Jugador        |
| -- | ---- | --- | -------------- |
| —  | MIG  | [[Fitxer:Flag of Catalonia.svg\|23x15px\|border \|alt=Catalunya\|link=Selecció de futbol de Catalunya\|{{#if:\|]] | Alba Mena      |
| —  | MIG  | [[Fitxer:Flag of Andalucía.svg\|23x15px\|border \|alt=Andalusia\|link=Selecció de futbol d'Andalusia\|{{#if:\|]]  | Alba Vilas     |
| —  | MIG  | [[Fitxer:Flag of Catalonia.svg\|23x15px\|border \|alt=Catalunya\|link=Selecció de futbol de Catalunya\|{{#if:\|]] | Desiree Moya   |
| —  | DAV  | [[Fitxer:Flag of Catalonia.svg\|23x15px\|border \|alt=Catalunya\|link=Selecció de futbol de Catalunya\|{{#if:\|]] | Laia Ramón     |
| —  | DAV  | [[Fitxer:Flag of Aragon.svg\|23x15px\|border \|alt=Aragó\|link=Selecció de futbol d'Aragó\|{{#if:\|]]             | Adriana Martín |
| —  |      | [[Fitxer:Flag of Catalonia.svg\|23x15px\|border \|alt=Catalunya\|link=Selecció de futbol de Catalunya\|{{#if:\|]] | Natàlia Arroyo |

### Cos tècnic
- Entrenadora:  Natalia Astrain

## Partits
Victòria       Empat       Derrota

### Lliga
| 22 de setembre de 2002 | FC Barcelona (femení) | 9-0   | Salt (femení) | Barcelona, Catalunya                    |  |
| Jornada 1              |                       | [ 3 ] |               | Camps Annexes al Miniestadi Catalunya · |  |

| 29 de setembre de 2002 | Centre d'Esports Sabadell Futbol Club (femení) | 3-3   | FC Barcelona (femení) | Sabadell, Catalunya |  |
| Jornada 2              |                                                | [ 3 ] |                       |                     |  |

| 6 d'octubre de 2002 | FC Barcelona (femení) | 4-0   | Club de Fútbol Llers (femení) | Barcelona, Catalunya                    |  |
| Jornada 3           |                       | [ 3 ] |                               | Camps Annexes al Miniestadi Catalunya · |  |

| 13 d'octubre de 2002 | Club de Futbol Platges de Calvià (femení) | 1-3   | FC Barcelona (femení) | Magaluf, Mallorca |  |
| Jornada 4            |                                           | [ 3 ] |                       |                   |  |

| 20 d'octubre de 2002 | FC Barcelona (femení) | 5-0   | Unió Esportiva L'Estartit (femení) | Barcelona, Catalunya                    |  |
| Jornada 5            |                       | [ 3 ] |                                    | Camps Annexes al Miniestadi Catalunya · |  |

| 27 d'octubre de 2002 | CF Pardinyes (femení) | 0-5   | FC Barcelona (femení) | Pardinyes, Catalunya |  |
| Jornada 6            |                       | [ 3 ] |                       |                      |  |

| 3 de novembre de 2002 | Agrupació Esportiva La Canya (femení) | 2-2   | FC Barcelona (femení) | La Canya, Catalunya |  |
| Jornada 7             |                                       | [ 3 ] |                       |                     |  |

| 10 de novembre de 2002 | FC Barcelona (femení) | 9-1   | Unió Esportiva Breda (femení) | Barcelona, Catalunya                    |  |
| Jornada 8              |                       | [ 3 ] |                               | Camps Annexes al Miniestadi Catalunya · |  |

| 17 de novembre de 2002 | Club Futbol Femení Tortosa Ebre | 2-3   | FC Barcelona (femení) | Tortosa, Catalunya               |  |
| Jornada 9              |                                 | [ 3 ] |                       | Municipal de Tortosa Catalunya · |  |

| 24 de novembre de 2002 | FC Barcelona (femení) | 7-2   | UD Collerense | Barcelona, Catalunya                    |  |
| Jornada 10             |                       | [ 3 ] |               | Camps Annexes al Miniestadi Catalunya · |  |

| 1 de desembre de 2002 | Club Esportiu Riudarenes (femení) | 0-9   | FC Barcelona (femení) | Riudarenes, Catalunya |  |
| Jornada 11            |                                   | [ 3 ] |                       |                       |  |

| 8 de desembre de 2002 | FC Barcelona (femení) | 9-0   | CF Igualada (femení) | Barcelona, Catalunya                    |  |
| Jornada 12            |                       | [ 3 ] |                      | Camps Annexes al Miniestadi Catalunya · |  |

| 15 de desembre de 2002 | Club Esportiu Sant Gabriel | 2-3   | FC Barcelona (femení) | Sant Adrià de Besòs, Catalunya |  |
| Jornada 13             |                            | [ 3 ] |                       |                                |  |

| 12 de gener de 2003 | Salt (femení) | 0-9   | FC Barcelona (femení) | Salt, Catalunya |  |
| Jornada 14          |               | [ 3 ] |                       |                 |  |

| 26 de gener de 2003 | FC Barcelona (femení) | 9-0   | Centre d'Esports Sabadell Futbol Club (femení) | Barcelona, Catalunya                    |  |
| Jornada 15          |                       | [ 3 ] |                                                | Camps Annexes al Miniestadi Catalunya · |  |

| 2 de febrer de 2003 | Club de Fútbol Llers (femení) | 1-1   | FC Barcelona (femení) | Llers, Catalunya |  |
| Jornada 16          |                               | [ 3 ] |                       |                  |  |

| 9 de febrer de 2003 | FC Barcelona (femení) | 4-1   | Club de Futbol Platges de Calvià (femení) | Barcelona, Catalunya                    |  |
| Jornada 17          |                       | [ 3 ] |                                           | Camps Annexes al Miniestadi Catalunya · |  |

| 16 de febrer de 2003 | Unió Esportiva L'Estartit (femení) | 0-7   | FC Barcelona (femení) | L'Estartit, Torroella de Montgrí, Catalunya |  |
| Jornada 18           |                                    | [ 3 ] |                       |                                             |  |

| 2 de març de 2003 | FC Barcelona (femení) | 7-0   | CF Pardinyes (femení) | Barcelona, Catalunya                    |  |
| Jornada 19        |                       | [ 3 ] |                       | Camps Annexes al Miniestadi Catalunya · |  |

| 16 de març de 2003 | FC Barcelona (femení) | 2-0   | Agrupació Esportiva La Canya (femení) | Barcelona, Catalunya                    |  |
| Jornada 20         |                       | [ 3 ] |                                       | Camps Annexes al Miniestadi Catalunya · |  |

| 23 de març de 2003 | Unió Esportiva Breda (femení) | 0-3   | FC Barcelona (femení) | Breda, Catalunya |  |
| Jornada 21         |                               | [ 3 ] |                       |                  |  |

| 30 de març de 2003 | FC Barcelona (femení) | 5-2   | Club Futbol Femení Tortosa Ebre | Barcelona, Catalunya                    |  |
| Jornada 22         |                       | [ 3 ] |                                 | Camps Annexes al Miniestadi Catalunya · |  |

| 6 d'abril de 2003 | UD Collerense | 1-5   | FC Barcelona (femení) | Palma, Mallorca                                               |  |
| Jornada 23        |               | [ 3 ] |                       | Camp Municipal Coll d'en Rebassa Ca'n Caimari Illes Balears · |  |

| 27 d'abril de 2003 | FC Barcelona (femení) | 10-0  | Club Esportiu Riudarenes (femení) | Barcelona, Catalunya                    |  |
| Jornada 24         |                       | [ 3 ] |                                   | Camps Annexes al Miniestadi Catalunya · |  |

| 18 de maig de 2003 | CF Igualada (femení) | 0-3   | FC Barcelona (femení) | Igualada, Catalunya |  |
| Jornada 25         |                      | [ 3 ] |                       |                     |  |

| 25 de maig de 2003 | FC Barcelona (femení) | 2-2   | Club Esportiu Sant Gabriel | Barcelona, Catalunya                    |  |
| Jornada 26         |                       | [ 3 ] |                            | Camps Annexes al Miniestadi Catalunya · |  |

### Fase d'ascens
| 8 de juny de 2003 | FC Barcelona (femení) | 2-1   | Gijón FF | Barcelona, Catalunya                    |  |
| Jornada 1         |                       | [ 3 ] |          | Camps Annexes al Miniestadi Catalunya · |  |

| 15 de juny de 2003 | Sociedad Deportiva Lagunak (femení) | 2-1   | FC Barcelona (femení) | Barañáin, Navarra                    |  |
| Jornada 2          |                                     | [ 3 ] |                       | Servicio Municipal Lagunak Navarra · |  |

| 22 de juny de 2003 |  | Descans |  |  |  |
| Jornada 3          |  | [ 3 ]   |  |  |  |